# Liste der Nummer-eins-Hits in Ungarn (1992)
Dies ist eine Liste der Nummer-eins-Hits in Ungarn im Jahr 1992. Sie basiert auf der Top 40 album-, DVD- és válogatáslemez-lista der Magyar Hanglemezkiadók Szövetsége (Mahasz), dem ungarischen Vertreter der International Federation of the Phonographic Industry.

## Alben
| ← 1991 ← | Liste der Nummer-eins-Hits in Ungarn | Liste der Nummer-eins-Hits in Ungarn | Liste der Nummer-eins-Hits in Ungarn | 1993 → |
| \| Zeitraum \| Wo. ges. \| Interpret \| Titel \| Zusätzliche Informationen \| \| (Zeitraum, Wochen auf Platz eins, Interpret, Titel, zusätzliche Informationen) \| \| \| \| \| \| ------------------------------------------------------------------------------ \| -------- \| -------------------------- \| ------------------------- \| -------------------------------------------------------------------------------------------------------------------------------------------------------------------------------------------------------------------------------------------------------------------------- \| \| 28. Oktober 1991 – 5. Januar 1992 10 Wochen \| 10 \| Gergely Róbert \| Gergely Róbert \| Seit 1980 war Gergely als Theater- und seit 1984 auch als Filmschauspieler erfolgreich. Dieses Album war sein erster Soloerfolg als Sänger.[1] \| \| 6. Januar 1992 – 23. Februar 1992 7 Wochen \| 7 \| Szandi \| Szerelmes szívek \| Auch bei ihrem zweiten Nummer-eins-Album war Alexandra "Szandi" Pintácsi noch keine 16 Jahre alt. Auch danach war sie noch erfolgreich, erreichte aber nicht mehr die Chartspitze. \| \| 24. Februar 1992 – 15. März 1992 3 Wochen \| 3 \| Queen \| Greatest Hits II \| Der Tod von Freddie Mercury im November 1991 ging dem Erfolg dieser Hitsammlung voraus. Queen waren der erste internationale Interpret auf Platz eins der 1990 eingeführten ungarischen Albumcharts. \| \| 16. März 1992 – 2. August 1992 20 Wochen \| 20 \| (Verschiedene Interpreten) \| Filmslágerek magyarul II. \| Schon der erste Teil ungarischer Versionen internationaler Filmklassiker war ein Spitzenreiter gewesen. Mit 20 Nummer-eins-Wochen ist Teil zwei eines der erfolgreichsten Alben aller Zeiten in Ungarn, ohne Unterbrechung war kein Album länger an der Spitze gestanden. \| \| 3. August 1992 – 16. August 1992 2 Wochen \| 2 \| Locomotiv GT \| Búcsúkoncert \| Búcsúkoncert heißt Abschiedskonzert und sollte eigentlich die letzte Veröffentlichung der seit 1971 bestehenden Rockband sein. Fünf Jahre später gründete Gábor Presser seine Band jedoch neu und kehrte noch einmal auf Platz eins zurück. \| \| 17. August 1992 – 13. September 1992 4 Wochen \| 4 \| Zámbó Jimmy \| Zámbó Jimmy II. \| Wie schon Róbert Gergely profitierte auch Zámbó von seiner Beteiligung an den Filmslágerek-magyarul-Samplern und erreichte mit seinem zweiten Soloalbum Platz eins. \| \| 14. September 1992 – 6. Dezember 1992 12 Wochen (insgesamt 23) \| 23 \| Rapülők \| Rapülők \| Die ungarischen Spaßrapper stellten mit ihrem Debütalbum den Rekord für die längste Verweildauer auf Platz eins der Albumcharts auf. \| \| 7. Dezember 1992 – 20. Dezember 1992 2 Wochen \| 2 \| Gergely Róbert \| Szerelmek \| Für den singenden Schauspieler waren es von Mitte 1991 bis Mitte 1993 die erfolgreichsten beiden Jahre seiner Musikkarriere: Mit zwei eigenen Alben und mit der Beteiligung an drei Samplern schaffte er es fünfmal und insgesamt 50 Wochen an die Spitze der Albumcharts. \| \| 21. Dezember 1992 – 28. Februar 1993 10 Wochen (insgesamt 23) \| 23 \| Rapülők \| Rapülők \| – \| |                                      |                                      |                                      | |
| ← 1991 |                                      |                                      |                                      | → 1993 → |
| Zeitraum | Wo. ges.                             | Interpret                            | Titel                                | Zusätzliche Informationen |
| (Zeitraum, Wochen auf Platz eins, Interpret, Titel, zusätzliche Informationen) |                                      |                                      |                                      | |
| 28. Oktober 1991 – 5. Januar 1992 10 Wochen | 10                                   | Gergely Róbert                       | Gergely Róbert                       | Seit 1980 war Gergely als Theater- und seit 1984 auch als Filmschauspieler erfolgreich. Dieses Album war sein erster Soloerfolg als Sänger. |
| 6. Januar 1992 – 23. Februar 1992 7 Wochen | 7                                    | Szandi                               | Szerelmes szívek                     | Auch bei ihrem zweiten Nummer-eins-Album war Alexandra "Szandi" Pintácsi noch keine 16 Jahre alt. Auch danach war sie noch erfolgreich, erreichte aber nicht mehr die Chartspitze.                                                                                         |
| 24. Februar 1992 – 15. März 1992 3 Wochen | 3                                    | Queen                                | Greatest Hits II                     | Der Tod von Freddie Mercury im November 1991 ging dem Erfolg dieser Hitsammlung voraus. Queen waren der erste internationale Interpret auf Platz eins der 1990 eingeführten ungarischen Albumcharts.                                                                       |
| 16. März 1992 – 2. August 1992 20 Wochen | 20                                   | (Verschiedene Interpreten)           | Filmslágerek magyarul II.            | Schon der erste Teil ungarischer Versionen internationaler Filmklassiker war ein Spitzenreiter gewesen. Mit 20 Nummer-eins-Wochen ist Teil zwei eines der erfolgreichsten Alben aller Zeiten in Ungarn, ohne Unterbrechung war kein Album länger an der Spitze gestanden.  |
| 3. August 1992 – 16. August 1992 2 Wochen | 2                                    | Locomotiv GT                         | Búcsúkoncert                         | Búcsúkoncert heißt Abschiedskonzert und sollte eigentlich die letzte Veröffentlichung der seit 1971 bestehenden Rockband sein. Fünf Jahre später gründete Gábor Presser seine Band jedoch neu und kehrte noch einmal auf Platz eins zurück.                                |
| 17. August 1992 – 13. September 1992 4 Wochen | 4                                    | Zámbó Jimmy                          | Zámbó Jimmy II.                      | Wie schon Róbert Gergely profitierte auch Zámbó von seiner Beteiligung an den Filmslágerek-magyarul-Samplern und erreichte mit seinem zweiten Soloalbum Platz eins. |
| 14. September 1992 – 6. Dezember 1992 12 Wochen (insgesamt 23) | 23                                   | Rapülők                              | Rapülők                              | Die ungarischen Spaßrapper stellten mit ihrem Debütalbum den Rekord für die längste Verweildauer auf Platz eins der Albumcharts auf. |
| 7. Dezember 1992 – 20. Dezember 1992 2 Wochen | 2                                    | Gergely Róbert                       | Szerelmek                            | Für den singenden Schauspieler waren es von Mitte 1991 bis Mitte 1993 die erfolgreichsten beiden Jahre seiner Musikkarriere: Mit zwei eigenen Alben und mit der Beteiligung an drei Samplern schaffte er es fünfmal und insgesamt 50 Wochen an die Spitze der Albumcharts. |
| 21. Dezember 1992 – 28. Februar 1993 10 Wochen (insgesamt 23) | 23                                   | Rapülők                              | Rapülők                              | – |